# Alessandro Barnabò
Alessandro Barnabò (né le 2 mars 1801 à Foligno, dans l'actuelle province de Pérouse, en Ombrie, alors dans les États pontificaux et mort le 24 février 1874 à Rome) est un cardinal italien du XIXe siècle.

## Biographie
Alessandro Barnabò exerce diverses fonctions au sein de la Curie romaine, notamment comme pro-secrétaire de la Congrégation Propaganda Fide.
Le pape Pie IX le crée cardinal lors du consistoire du 16 juin 1856.
Le cardinal Barnabò est préfet de la Congrégation Propaganda Fide. Il est camerlingue du Collège des cardinaux en 1868-1869 et président de la Congrégation pour les  affaires de rites orientaux et les missions apostoliques. Il participe aussi au concile Vatican I  en 1869-1870.

### Sources
- Fiche du cardinal Alessandro Barnabò sur le site fiu.edu